# Šípkové
Šípkové este o comună slovacă, aflată în districtul Piešťany din regiunea Trnava. Localitatea se află la altitudinea de 216 m deasupra n.m., se întinde pe o suprafață de 8,3 km2 și în 2017 număra 307 locuitori.

## Istoric
Localitatea Šípkové este atestată documentar din 1349.

## Demografie
| An:                | 1994 | 2004    | 2014   | 2024   |
| ------------------ | ---- | ------- | ------ | ------ |
| Număr de persoane: | 416  | 337     | 316    | 303    |
| Diferență:         |      | −18,99% | −6,23% | −4,11% |

| An:                | 2023 | 2024 |
| ------------------ | ---- | ---- |
| Număr de persoane: | 300  | 303  |
| Diferență:         |      | +1%  |